# NGC 2929
NGC 2929 ist eine Spiralgalaxie vom Hubble-Typ Sc im Sternbild Löwe auf der Ekliptik. Sie ist schätzungsweise 332 Millionen Lichtjahre von der Milchstraße entfernt und hat einen Durchmesser von etwa 120.000 Lj. Gemeinsam mit NGC 2930 und NGC 2931 bildet sie das gravitativ gebundene Galaxientrio Holm 134.
Die Typ-Ia-Supernova SN 2010jn wurde hier beobachtet.
Das Objekt wurde am 21. Februar 1863 von Heinrich d’Arrest entdeckt.